# Circo Flutuante
O Circo Flutuante foi fundado no Rio de Janeiro. A empresa, que atuava desde 2006 realizando performances artísticas em festas privadas e casas noturnas, mudou o seu modelo de negócio em 2018 investindo na realização de um espetáculo de variedades circenses para integrar a programação cultural da cidade. No ano seguinte a marca adquiriu uma lona de circo e passou a apresentar seus shows sob a sua própria estrutura.
O Circo Flutuante cultiva, em sua decoração e na concepção de seu espetáculo, a estética vintage típica do estilo clássico de arte circense. Porém em seu modo de produção não se pratica a convivência da equipe em caravana nem a itinerância como é comum nos circos tradicionais. O espetáculo é apresentado somente nos fins de semana. Nos dias úteis o espaço funciona como uma lona cultural cuja pauta é composta de cursos e eventos de teatro, música, dança e cultura popular.
O “Varietê Flutuante” é um espetáculo de variedades circenses, inspirado no music hall e no teatro de revista brasileiro. Foi concebido, criado e produzido especialmente para encabeçar a programação do Circo Flutuante. Ele é composto por números de acrobacia, equilibrismo, antipodismo, malabarismo, contorcionismo, pirofagia, ilusionismo, comicidade e dança.

 Números de domadores e adestradores nunca fazem parte do programa porque os proprietários do Circo Flutuante são contra o uso de animais para entretenimento humano.
Temporadas e apresentações do “Varietê Flutuante” no Estado do Rio de Janeiro:
| Teatro do Liceu de Artes e Ofícios | Praça XI - Centro                      | 2018 |
| Teatro de Anônimo                  | Fundição Progresso- Lapa               | 2018 |
| Lona do Circo Flutuante            | Extra Boulevard - Vila Isabel          | 2019 |
| Lona do Circo Flutuante            | Shopping Nova América - Del Castilho   | 2019 |
| Lona do Circo Chatuba              | Escola de Artes da Chatuba - Mesquita  | 2021 |
| CIEP Tancredo Neves                | Catete                                 | 2021 |
| Lona do Circo Flutuante            | Mercado Municipal de Niterói - Niterói | 2024 |